# Bati (distrikt)
Bati är ett distrikt i Etiopien. Det ligger i den centrala delen av landet, 280 km norr om huvudstaden Addis Abeba.